# Amacha

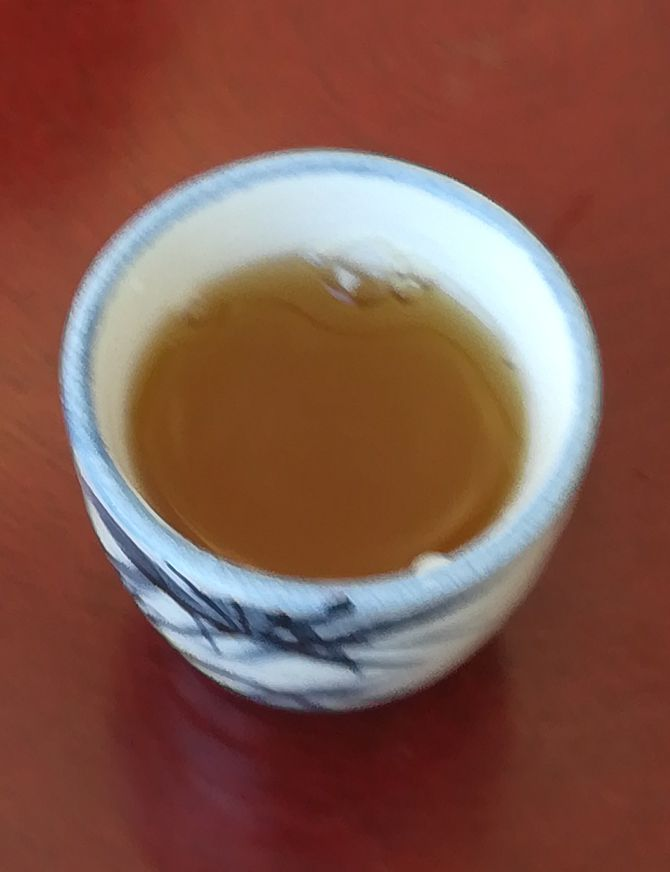
Fotografía te dulce Amacha.

Amacha (甘茶, literal 甘いamai=dulce, sabroso y 茶 cha=tea, té, también transcrito como あまちゃ) es un té de hierbas japonés hecho de hojas fermentadas de Hydrangea macrophylla var. thunbergii.
Amacha significa té dulce. Este té contiene taninos y filodulcina, un edulcorante 400-800 veces más dulce que el azúcar de mesa ( sacarosa) o 2 veces más dulce que la sacarina. No contiene cafeína. A la bebida se le atribuyen propiedades antialérgicas. También se utiliza en la prevención de la periodontitis.
Este té se utiliza a menudo en las ceremonias que celebran el cumpleaños de Buda, en el budismo japonés en el 8 de abril. En esa ocasión, los japoneses vierten Amacha en las pequeñas estatuas de Buda decorado con flores, como si bañaran a un bebé recién nacido.

## Toxicidad
Si bien está infusión es consumida tradicionalmente, sin embargo, beber demasiado té puede provocar intoxicación y vómitos. Se reportó un caso de un grupo de niños que bebieron amacha demasiado fuerte en un festival de flores, causándoles una intoxicación alimentaria . Las plantas pertenecientes al género Hydrangea generalmente contienen glucósidos cianogénicos en sus hojas, que pueden causar intoxicación si se ingieren, pero se desconoce la relación con esto.